# Bürogebäude Schubert & Salzer

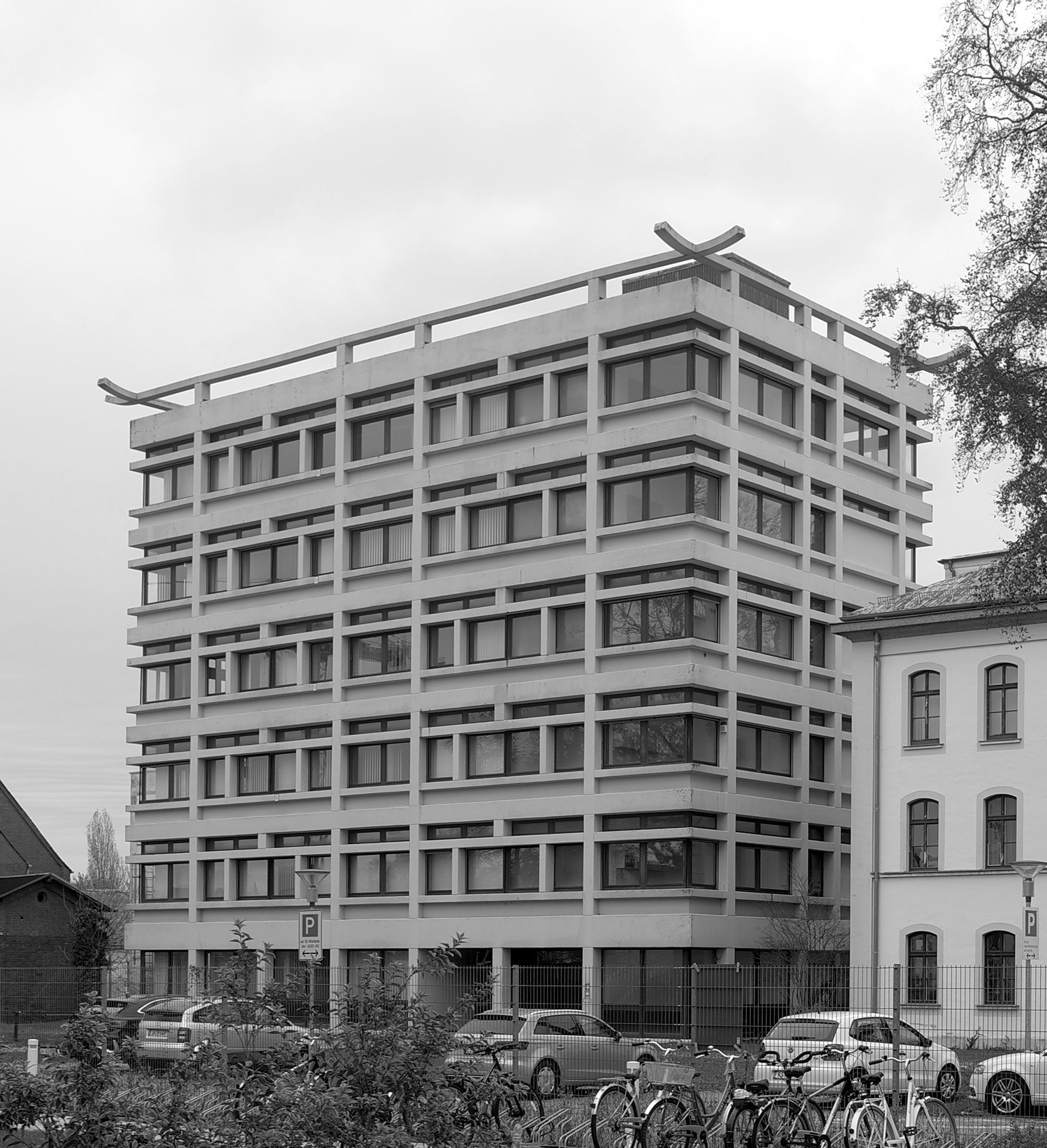
Hauptfassade

Das Bürogebäude der Schubert & Salzer GmbH  in Ingolstadt ist ein brutalistisches Bauwerk von Josef Elfinger in Ingolstadt und ist unter der Aktennummer D-1-61-000-990 in der Denkmalliste Bayern eingetragen.

## Geschichte und Architektur
Der plastische Stahlbetonbau aus dem Jahr 1973 diente als Hauptverwaltung der Schubert & Salzer GmbH in Ingolstadt. Der sechsgeschossige Flachdachbau wurde in Stahlbetonskelettkonstruktion errichtet. In der Planungszeit befand sich laut des Ingolstädter Malers Michael Schölß der Architekt in Japan, was man dem Charakter des Gebäudes ansieht.
Nebst dem Bürohochhaus wurde auf dem Rieter Gelände die wertvolle Werkhalle von Kollegen Franz Xaver Proebst für die Deutsche Spinnereimaschinenbau Ingolstadt nicht gerettet und für ein banales Mehrfamilienhaus an der Despag-Straße 6 abgerissen. Die Sägedächer gehen auf Ernst Neufert zurück und Konstrukteur der 1950 fertiggestellten Stahlhalle war Josef Gartner.

## Baudenkmal
Das Bürohaus wurde 2022 auf Anregung eines deutschen Architekturstudenten und eines örtlichen Architekten unter Denkmalschutz gestellt und ist im Denkmalatlas des Bayerischen Landesamtes für Denkmalpflege und in der Liste der Baudenkmäler in Ingolstadt eingetragen.